# Gustav Muheim (Politiker, 1851)

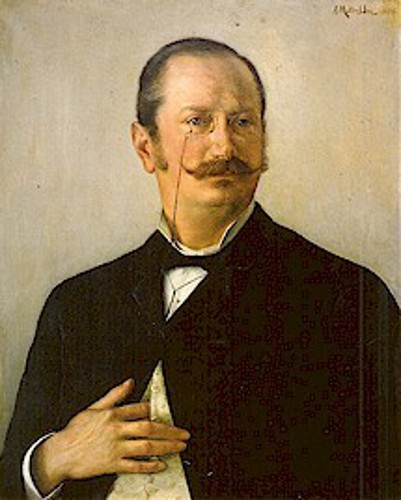
Gustav Muheim: Gemälde von Adolf Müller-Ury

Gustav Muheim (* 11. September 1851 in Altdorf; † 4. April 1917 ebenda, heimatberechtigt in Altdorf) war ein Schweizer Politiker (KVP).

## Biografie
Gustav Muheim entstammte einer reichen Familie und war Sohn und Enkel von Urner Landammännern (Alexander Muheim, 1809–1867; Dominik Epp, 1776–1848). Er besuchte die Primar- und Kantonsschule in Altdorf sowie anschliessend das Gymnasium in Altdorf und in Freiburg im Üechtland. Von 1869 bis 1873 studierte er Philosophie und Rechtswissenschaften an den Universitäten von Würzburg, Heidelberg und Zürich. Im Jahre 1891 wurde er Ehrenmitglied des Schweizerischen Studentenvereins. Er war der Gründer, Mitbesitzer und Redakteur des Urner Wochenblatts.
1884 verheiratete sich Gustav Muheim mit Anna Arnold (1859–1899), Tochter des Landammanns Josef Arnold. Diese Heiratsallianz beendete den Konflikt zwischen den beiden Familien, die sich u. a. in je eigenen Zeitungstiteln befehdet hatten.
Von 1874 bis 1882 erhielt Gustav Muheim sein erstes politisches Mandat, nämlich als Landrat des Kantons Uri. Nur ein Jahr nach Antritt dieses Amtes wurde er Gemeindepräsident von Altdorf und blieb dies bis ins Jahr 1870. Im Jahr 1877 wurde er in den Ständerat gewählt, wobei er 1891 als Ständeratspräsident amtete und erst 1901 aus diesem Amt ausschied. Dazwischen war er von 1882 bis 1903 Regierungsrat und stand dort zuerst dem Justiz- und Militärdepartement, dann dem Justiz- und Polizeidepartement und schlussendlich dem Finanzdepartement vor. In den Jahren 1884 bis 1888, 1892 bis 1896 und von 1898 bis 1902 war er Landammann. Die Urner Bevölkerung wählte Muheim bei den Parlamentswahlen 1905 in den Nationalrat, dem er bis 1911 angehörte.
Im Jahre 1891 wurde er als Kandidat für den Bundesrat gehandelt und wäre auch von den Freisinnigen akzeptiert worden. Muheim verzichtete aber aus familiären Gründen auf eine allfällige Kandidatur. In der Vereinigten Bundesversammlung präsidierte er von 1892 bis 1895 die katholisch-konservative Fraktion und leitete die Tagung in Luzern, aus welcher im August 1894 die Katholische Volkspartei hervorging. Diese neue Partei präsidierte er von 1894 bis 1895.
Auf nationaler Ebene setzte sich Gustav Muheim für die Bundesunterstützung der Altertumssammlungen, die Einrichtung des Landesmuseums und der Landesbibliothek sowie für das Eidgenössische Polytechnikum Zürich (ETH) ein. Kantonal war er für viele Gesetze verantwortlich. Er war massgebend an der Urner Verfassungsrevision von 1888 beteiligt. Als Präsident der verfassungsgebenden Versammlung bereitete er den Entwurf vor und brach die Landsgemeinde dazu, die Änderungen anzunehmen. Bei deren Umsetzung spielte er eine federführende Rolle. In seiner Zeit als Finanzdirektor war er stets für einen ausgeglichenen Staatshaushalt bemüht. Muheim setzte sich für die Restaurierung der Urner Baudenkmäler, der Gründung des Vereins für Geschichte und Altertümer von Uri, der Gründung des kantonalen Kollegiums in Altdorf und der Einrichtung einer Erziehungsanstalt für arme und verwahrloste Kinder ein. Sein grösster Grundsatz war immer die Rechtsstaatlichkeit.
Weiter besass Gustav Muheim auch diverse Verwaltungsratsmandate. So bei der Gotthardbahn, bei der Dampfschiff-Gesellschaft des Vierwaldstättersees und der Ersparniskasse Uri.
In der Schweizer Armee wurde er im Jahr 1887 zum Major befördert.